# Фейхтнер, Франц Адам
Франц Адам Фейхтнер (нем. Franz Adam Veichtner; также лат. Joannes Adamus, нем. Feichtner; 10 февраля 1741, Регенсбург — 3 марта 1822, Кливенгоф, ныне Кливмуйжа, Валгундская волость, Латвия) — немецкий скрипач и композитор.

## Биография
Учился в Регенсбургской иезуитской коллегии, музыке — у Йозефа Рипеля, затем брал уроки музыки в Потсдаме у Франца Бенды, где познакомился и музицировал с Карлом Фашом и Карлом Бахом.
В 1763—1764 годы служил у графа Г. К. фон Кайзерлинга в Петербурге и Кёнигсберге; в Кёнигсберге преподавал И. Ф. Рейхардту.
В 1765 году в Берлине на него обратил внимание наследный принц Пётр курляндский, и в 1769—1795 годы Ф. А. Фейхтнер был капельмейстером и концертмейстером при дворе герцога курляндского в Митаве. В его обязанности входило исполнение ораторий и опер известных западных композиторов, а также постановка своих опер и ораторий при торжественных случаях.
Так, одна из кантат Ф. А. Фейхтнера была исполнена 11 декабря 1765 в день бракосочетания герцога Петра курляндского с Каролиной Луизой фон Вальдек; 20 октября 1780 в честь приехавшего в Митаву Фридриха Вильгельма, наследного принца прусского, была исполнена музыка Ф. А. Фейхтнера на текст профессора Кютнера (нем. Kütner).
Неоднократно концертировал в Риге, в Италии (Милан) и Германии.
С 1795 года служил в Петербурге камер-музыкантом и концертмейстером при опере. Выйдя на пенсию, в 1820 году вернулся в Митаву. Жил у сына в Кливенгофе, где и скончался 3 марта 1822 года.

### Семья
Отец — Иоганн Георг Фейхтнер (нем. Johann Georg Feichtner), скрипичный мастер; мать — Мария Агнес (урожд. Шмид. нем. Maria Agnes Schmid).
Жена — Катарина Мария Гётч (нем. Catharina Maria Göttsch, с 1768); во втором браке — Розина Гётч (нем. Rosina Göttsch, с 1771).
Девять детей
- сын — Генрих Константин, скрипач; отец поэта и редактора Константина фон Фейхтнер;
- сын — Карл Людвиг; женат на Катарине Констанце Нотт; отчим баронессы Вильгельмины фон Мек — матери Карла Фёдоровича фон Мекк[8][9]

## Творчество
Писал симфоническую и инструментальную музыку, кантаты, оперы. Его три квартета, написанные в Петербурге между 1796 и 1799 годами, являются одними из первых произведений инструментальной камерной музыки в России, а Русская симфония (издана в 1771 в Риге И. Ф. Харткнохом) — самым ранним симфоническим произведением с тематикой русской народной песни. В числе известных произведений:

кантаты (1765, 1778, 1780, 1786)
оперы
- «Кефал и Прокрида» (поставлена в Берлине, 1770; исполнена в Митаве, 1779)
- «Сципион» (текст Неандера[нем.], исполнена в Митаве, 1778)
- «Кир и Кассандана» (исполнена в Либаве, 1784)

около 30 симфоний (шесть изданы в Митаве, 1770; Риге, 1771; Лейпциге, 1777)

скрипичный концерт (издан в Риге, 1775)

три квартета (изданы в Петербурге, 1802)
сонаты
24 фантазии для скрипки и баса (изданы в Лейпциге)

переложения русских песен
церковные сочинения
- «Hymne an Gott» (исполнен в 1779)
- «Boзнесение Господне» (исполнено в Митаве, 1787)
- Месса (с посвящением Рудольфу, эрцгерцогу Австрийскому)
- Te Deum (Петербург, 1818).

Часть музыкальных произведений Ф. А. Фейхтнера хранится в митавском музее, часть погибла в митавском пожаре в 1889 году.

## Отзывы
[Ф. А. Фейхтнер —] настоящий гений искусства.Оригинальный текст (нем.)echtes Kunstgenie— И. Ф. Рейхардт

[Ф. А. Фейхтнер — один] из самых выдающихся скрипачей-виртуозов и капельмейстеров XVIII века.Оригинальный текст (нем.)der hervorragendsten virtuosen Geiger und Hofkapellmeister des 18. Jahrhunderts— В. Зальмен
.

## Комментарии
1. ↑  В 1772 году И. Ф. Рейхардт посвятил Ф. А. Фейхтнеру свой скрипичный концерт[5].
2. ↑  По другим данным — в 1765—1795 годы[6].
3. ↑  По другим данным — около 60[5].